# Quận Orange, Texas
Quận Orange (tiếng Anh: Orange County) là một quận trong tiểu bang Texas, Hoa Kỳ. Quận lỵ đóng ở thành phố Orange. Theo kết quả điều tra dân số năm  2000 của Cục điều tra dân số Hoa Kỳ, quận có dân số 84.966 người.
Quận này về phía tây giáp sông Sabine và về phía tây bắc của sông Neches. Địa lý của quận này khác nhau đáng kể, với đầm lầy nước mặn trong phần lớn các phần tây nam của quận là biên giới hồ Sabine, và Piney Woods ở phía bắc. Hiếm khi đạt đến độ cao 30 feet trên mực nước biển.
Theo Cục điều tra dân số Hoa Kỳ, quận có tổng diện tích 380 dặm vuông (983 km ²), trong đó, 356 dặm vuông (923 km ²) là đất và 23 dặm vuông (60 km ²) của nó (6,10%) là diện tích mặt nước.
Quận Cam được thành lập vào năm 1852 từ các phần của quận Jefferson. Quận được đặt tên theo cam, trái cây trồng hầu hết các định cư sớm ở cửa sông Sabine.

## Thông tin nhân khẩu
Quận Cam có 34.781 đơn vị nhà ở với mật độ trung bình là 98 cho mỗi dặm vuông (38/km ²). Cơ cấu dân tộc quận gồm 87,98% người da trắng, 8,38% da đen hay Mỹ gốc Phi, 0,56% người Mỹ bản xứ, 0,78% người châu Á, Thái Bình Dương 0,03%, 1,12% từ các chủng tộc khác, và 1,15% từ hai hoặc nhiều chủng tộc. 3,62% dân số là người Hispanic hay Latino thuộc chủng tộc nào.
Có 31.642 hộ, trong đó 35,30% có trẻ em dưới 18 tuổi sống chung với họ, 58,80% là các cặp vợ chồng sống với nhau, 12,10% có chủ hộ là nữ không có mặt chồng, và 24,80% là không lập gia đình. 21,70% của tất cả các hộ gia đình đã được tạo thành từ các cá nhân và 9,30% có người sống một mình 65 tuổi trở lên đã được người. Bình quân mỗi hộ là 2,65 và cỡ gia đình trung bình là 3,08.
Trong quận, độ tuổi dân cư với 27,30% ở độ tuổi dưới 18, 8,70% 18-24, 28,10% 25-44, 23,20% 45-64, và 12,70% người 65 tuổi trở lên. Tuổi trung bình là 36 năm. Cứ mỗi 100 nữ có 96,40 nam giới. Cứ mỗi 100 nữ 18 tuổi trở lên, đã có 92,60 nam giới.
Thu nhập trung bình cho một hộ gia đình trong quận đã được $ 37.586, và thu nhập trung bình cho một gia đình là $ 44,152. Nam giới có thu nhập trung bình $ 40.185 so với 21.859 $ cho phái nữ. Thu nhập trên đầu cho các quận được $ 17,554. Giới 11,40% gia đình và 13,80% dân số sống dưới mức nghèo khổ, trong đó có 18,50% những người dưới 18 tuổi và 12,40% có độ tuổi từ 65 trở lên. 